# Diplognatha pagana
Diplognatha pagana är en skalbaggsart som beskrevs av Edgar von Harold 1879. Diplognatha pagana ingår i släktet Diplognatha och familjen Cetoniidae. Inga underarter finns listade i Catalogue of Life.